# Bleach: The 3rd Phantom
Bleach: The 3rd Phantom é um jogo baseado na série de mangá/anime Bleach, Criado por Tite Kubo.

## Personagens
Este jogo tem cerca de 60 personagens jogáveis. Muito deles oriundos de Bleach: Dark Souls e os novatos incluem Shinigamis Retsu Unohana, Yumichika Ayasegawa, Kaien Shiba e Jidanbō, os Vaizards Shinji Hirako e Hiyori Sarugaki, e Arrankars Ulquiorra Schiffer, Grimmjow Jaegerjaques, Yammy, assim como os Hollows. Sōjirō Kusaka, o antagonista do filme Bleach: The Diamond Dust Rebellion, também está no jogo.
Durante a jornada, os Kudo conhecerão versão jovens de Rukia Kuchiki, Renji Abarai, Tōshirō Hitsugaya, Rangiku Matsumoto, Momo Hinamori, Gin Ichimaru, Soi Fon e Kenpachi Zaraki.
Personagens criados para este jogo, além de Matsuri e Fujimaru Kudo, incluem o ex-Capitão de 5ª Divisão Seigen Suzunami que criou os gêmeos Kudo, sua irmã Konoka e uma garota chamada Shiyo.
Os Vaizards incluindo Ichigo são incapazes de se transformarem em suas formas hollow neste jogo, porém quando Shinji Hirako e Hiyori Sarugaki fazem ataques especiais nas cenas de combate eles colocam suas máscaras.

## Trilha sonora
A canção tema do jogo é "Remaining Wind" (残り風, Nokori kaze) de Ikimono-gakari. A banda é a mesma que toca o sétimo tema de encerramento de Bleach.